# 905 Universitas

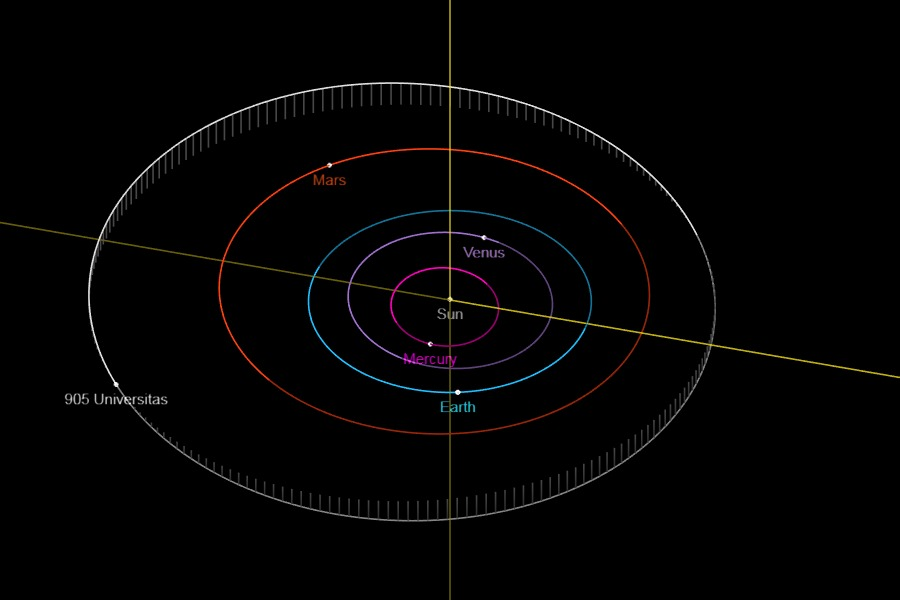
Orbita asteroidului 905 Universitas

905 Universitas este un asteroid din centura principală, descoperit pe 30 octombrie 1918, de Arnold Schwassmann.